# Sainte-Mesme
Sainte-Mesme là một xã của Pháp, nằm ở tỉnh Yvelines trong vùng Île-de-France.
Các xã giáp ranh gồm: Dourdan và Corbreuse (Essonne) về phía đông, Saint-Arnoult-en-Yvelines và Ponthévrard về phía tây bắc, Saint-Martin-de-Bréthencourt về phía tây nam.

## Nhân vật nổi bật
- Charles-François Lebrun
- Louis Bernard Francq
- Auguste Maquet